# 눈덩이

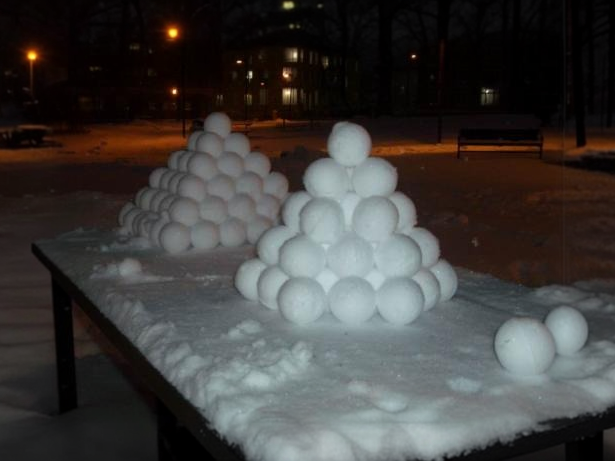
눈덩이

눈덩이 또는 눈뭉치, 스노우볼(Snowball)은 눈을 뭉쳐 만든 것으로, 주로 눈싸움에서 사용한다. 이 눈뭉치를 굴려 눈사람을 만들기도 한다. 눈뭉치가 굴러가서 뭉치가 된다고하여 눈덩이 효과라는 용어가 생기기도 하였다. 

## 같이 보기
- 눈덩이 효과
- 눈덩이 지구(눈덩이지구이론)